# NGC 4847
NGC 4847 est une galaxie elliptique située dans la constellation de la Vierge. Sa vitesse par rapport au fond diffus cosmologique est de 5 142 ± 51 km/s, ce qui correspond à une distance de Hubble de 75,8 ± 5,4 Mpc (∼247 millions d'al). NGC 4847 a été découverte par l'astronome allemand Wilhelm Tempel en 1882.